# Roland Chantreaux
Roland Chantreaux es un deportista neocaledonio que compitió en judo. Ganó dos medallas de plata en el Campeonato de Oceanía de Judo de 1981, en las categorías de –78 kg y abierta.

## Palmarés internacional
| Campeonato de Oceanía | Campeonato de Oceanía | Campeonato de Oceanía | Campeonato de Oceanía |
| Año                   | Lugar                 | Medalla               | Categoría             |
| --------------------- | --------------------- | --------------------- | --------------------- |
| 1981                  | Suva (Fiyi)           | Medalla de plata      | –78 kg                |
| 1981                  | Suva (Fiyi)           | Medalla de plata      | Abierta               |